# Magnus Huss

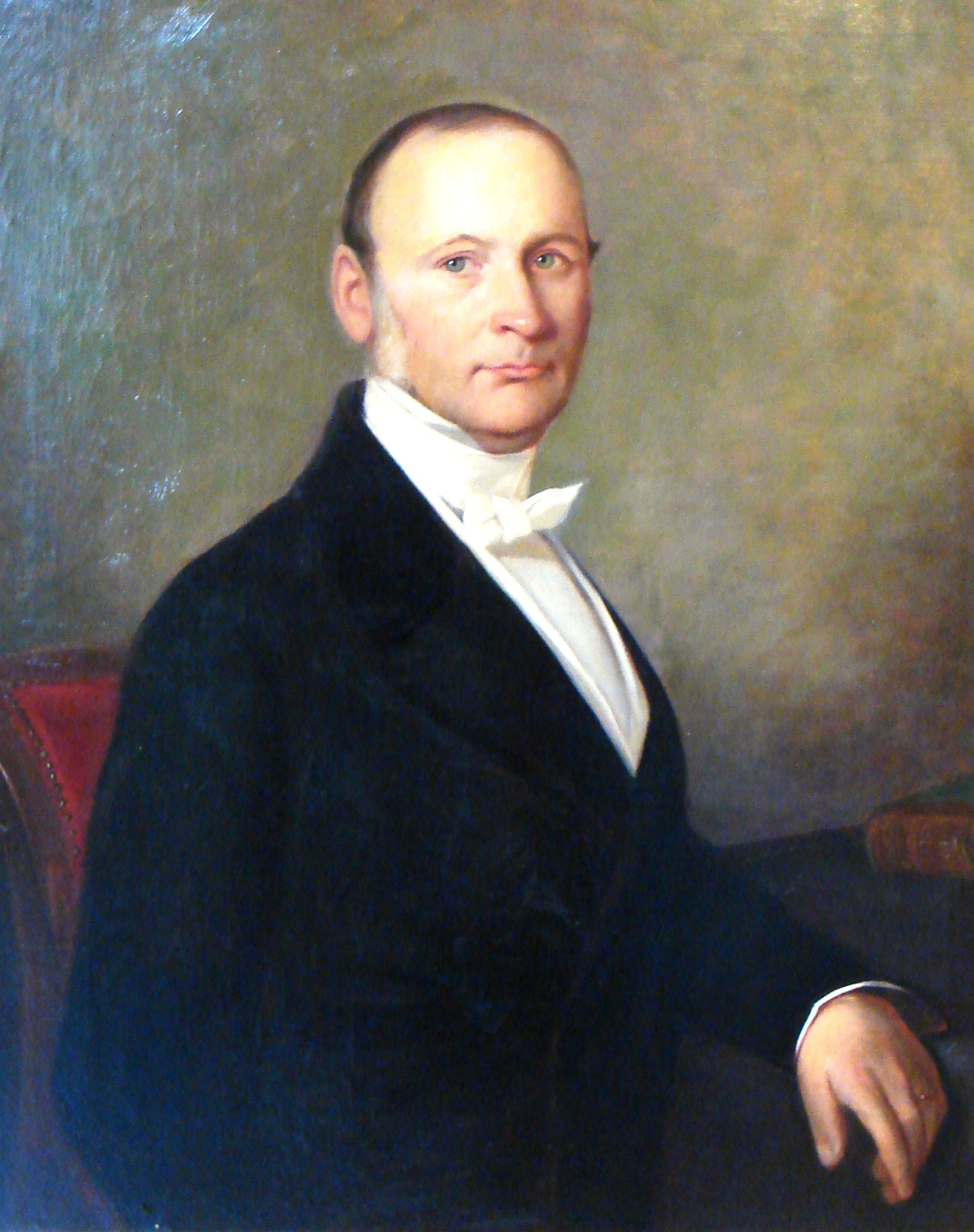
Magnus Huss 1807-1890

Magnus Huss (22 oktober 1807, Stockholm 22 april 1890) was een Zweedse arts. Hij was de eerste die alcoholisme een ziekte noemde.

## Werk
Huss studeert in 1824 af in Uppsala en besluit zijn studie in 1835 als Doctor in de medicijnen. Hierna werkt hij als chirurg als hoofdarts in Seraphim-Lazarett. In 1846 wordt hij professor aan het Karolinska Instituut in Stockholm.